# Pretty Little Liars (televisieserie)
Pretty Little Liars is een Amerikaanse tienerdrama/mysterie-televisieserie van Freeform. De serie is gebaseerd op de gelijknamige boekenreeks van Sara Shepard en volgt de levens van vijf vriendinnen in het fictieve stadje Rosewood. Aria, Emily, Hanna en Spencer zijn samen met hun Queen Bee Alison onafscheidelijk. Als Alison op een avond plotseling verdwijnt, valt de groep uit elkaar.
Een jaar later ontvangen Aria, Hanna, Spencer en Emily vreemde berichten van iemand die zichzelf 'A' noemt. A weet al hun geheimen en dreigt om hun levens tot een ware hel te maken. Terwijl ze proberen om een zo normaal mogelijk leven te leiden, ontrafelen ze steeds meer over Alisons mysterieuze verdwijning en zetten ze alles op alles om A te ontmaskeren.
De serie wordt sinds 8 juni 2010 in de Verenigde Staten uitgezonden door ABC Family (nu bekend als Freeform).

## Productie
I. Marlene King is de bedenker van de televisieserie. Het idee was om een Desperate Housewives voor tieners te creëren. Sara Shepard maakte er een boekenserie van. De serie stond in 2005 in de planning om gemaakt te worden voor het The WB Television Network, maar deze zender hield op met bestaan. In oktober 2006 kwam het eerste boek van de serie uit bij uitgeverij HarperTeen. In juni 2008 stond vast dat er een proefaflevering werd ontwikkeld voor ABC Family. Eind januari 2010 bestelde ABC Family tien afleveringen van de serie. Een jaar later, in januari 2011, maakte de zender bekend dat de serie een tweede seizoen kreeg.
Op 5 juni 2012 begon in Amerika het derde seizoen en op 11 juni 2013 werd er de eerste aflevering van het vierde seizoen uitgezonden. In maart 2013 werd bevestigd dat er een vijfde seizoen kwam; dit werd op 10 juni 2014 gestart in de VS. De serie was met ondertiteling te volgen via Netflix. Seizoen 5 eindigde op 24 maart lokale tijd in Amerika en seizoen 6 startte op 2 juni 2015.

### Acteurs
Freeform begon in oktober 2009 met audities voor de pilotaflevering. Lucy Hale kreeg de rol van Aria Montgomery, gevolgd door Troian Bellisario en Ian Harding als respectievelijk Spencer Hastings en Ezra Fitz in november 2009. Een maand later werden Ashley Benson als Hanna Marin en Shay Mitchell als Emily Fields aan de cast toegevoegd. Laura Leighton werd gecast als Ashley Marin, Alexis Denisof als Byron Montgomery en Bianca Lawson als Maya St. Germain. Later werd bekend dat Torrey DeVitto en Sasha Pieterse een terugkerende rol zouden krijgen in de serie als Melissa Hastings en Alison DiLaurentis. Janel Parrish nam de rol van Mona Vanderwaal op zich.
In april 2010 werd bekend dat de rol van Byron Montgomery overgenomen is door Chad Lowe en werd Holly Marie Combs gekozen als Ella Montgomery.

## Rolverdeling

### Hoofdrolspelers
- Sasha Pieterse speelt Alison DiLaurentis, het populairste meisje van Rosewood. Met haar manipulatieve, zelfzuchtige en harteloze gedrag heeft ze zichzelf niet geliefd gemaakt in haar woonplaats. Ze is de leider van haar vriendinnengroep, totdat ze op een avond verdwijnt en nooit meer terugkeert. Een jaar later wordt haar lichaam gevonden in haar achtertuin. Tenminste, dat denkt iedereen. Steeds meer krijgen haar vriendinnen het gevoel dat Ali misschien nog leeft en in seizoen 4 blijkt dat dit daadwerkelijk zo is. Ze werd op de avond van haar verdwijning, die door de meiden vaak that night genoemd wordt, neergeslagen door CeCe Drake/Charles DiLaurentis/Charlotte DiLaurentis en levend begraven door haar moeder Jessica. Een helderziende, Carla Grunwald, vindt Alison echter op tijd en redt Ali's leven, waarna Ali op de vlucht slaat totdat het veilig genoeg is om weer terug te keren naar huis. Op het nieuws wordt bekend dat het meisje in Alisons graf eigenlijk Bethany Young is, een patiënt in Radley. Nadat Alison terugkeert naar Rosewood vindt ze het in eerste instantie moeilijk om te veranderen, maar later probeert ze haar gemene gedrag van het verleden goed te maken. Vijf jaar na "Game Over, Charles" werkt Ali als een leerkracht in Rosewood High.
- Lucy Hale speelt Aria Montgomery, het alternatieve en artistieke lid van Ali's vriendengroep. Na Ali's verdwijning verhuist Aria samen met haar ouders en broertje Mike een jaar lang naar IJsland. Vlak nadat ze terugkeert naar Rosewood, krijgt ze haar eerste bericht van A. Eenmaal thuis moet ze leren omgaan met het feit dat haar vader is vreemdgegaan en probeert ze haar relatie met haar leraar Engels Ezra Fitz zo goed mogelijk te verbergen. Aria wordt vaak gezien als het meest volwassen en creatieve lid van de groep, maar is tegelijkertijd ook degene die het vaakst liegt en de meeste geheimen heeft. Vijf jaar na "Game Over, Charles" is Aria een uitgever geworden van boeken.
- Shay Mitchell speelt Emily Fields, de sportieveling van de groep. Ze zwemt op topniveau en heeft een relatie met Ben, die ook zwemmer is. Emily verbergt echter een groot geheim waar alleen Alison van weet: ze is lesbisch. Lang worstelt Emily met haar seksuele voorkeur, maar uiteindelijk leert ze zichzelf te accepteren. Haar moeder Pam heeft daar wat meer moeite mee. Emily is het meest loyale lid van Ali's vriendengroep; later wordt duidelijk dat Emily verliefd was op Alison. Hoewel Emily in eerste instantie gemakkelijk over zich heen laat lopen, wordt ze door de dreigementen van A steeds sterker. Vijf jaar na "Game Over, Charles" werkt Emily in een bar, en ze heeft een relatie met Alison. Ze hebben samen twee dochtertjes.
- Ashley Benson speelt Hanna Marin, de nieuwe Queen Bee van Rosewood. Hanna was altijd het minst populair van Ali's vriendengroep. Ze werd vaak gepest vanwege haar overgewicht en was erg onzeker, waardoor ze boulimia ontwikkelde. Na Ali's verdwijning bloeit Hanna op en samen met haar nieuwe beste vriendin Mona is ze het populairste meisje van Rosewood High. Ondanks haar nieuwe status blijft Hanna zichzelf: zij wordt niet zo genadeloos en gemeen als Alison ooit was. Hanna staat bekend om haar gevoel voor humor en ze is niet op haar mondje gevallen. Vijf jaar na "Game Over, Charles" is Hanna een ontwerpster geworden en is ze verloofd. Deze verloving wordt echter verbroken, en aan het einde van de serie is ze samen met Caleb. In de laatste aflevering wordt bekend dat ze zwanger is.
- Troian Bellisario speelt Spencer Hastings, de intelligentste en meest ambitieuze Liar. Ze is goed in alles wat ze doet. Dat moet ook wel, want anders stelt ze haar veeleisende ouders teleur. Spencer vindt het echter steeds moeilijker om in de schaduw van haar perfecte oudere zus Melissa te moeten staan. Van alle Liars is Spencer de enige die durft op te komen tegen Alison, en de twee hebben dan ook regelmatig ruzie. Spencer is verslavingsgevoelig en raakt meerdere malen verslaafd aan drugs. Vijf jaar na "Game Over, Charles" woont Spencer in Washington.
- Janel Parrish als Mona Vanderwaal, de vroegere beste vriendin van Hanna en de originele A. Niet de gehele serie is zij een hoofdrolspeelster.

### Terugkerende personages
Bij de terugkerende personages van Pretty Little Liars horen onder meer:
- Laura Leighton als Ashley Marin, de moeder van Hanna.
- Holly Marie Combs als Ella Montgomery, de moeder van Aria en Mike.
- Chad Lowe als Byron Montgomery, de vader van Aria en Mike.
- Nia Peeples als Pam Fields, de moeder van Emily.
- Nolan North als Peter Hastings, de vader van Melissa, Jason en Spencer.
- Lesley Fera als Veronica Hastings, de moeder van Melissa en pleegmoeder van Spencer.
- Torrey DeVitto als Melissa Hastings, de oudere halfzus van Spencer en Jason.
- Janel Parrish als Mona Vanderwaal, de vroegere beste vriendin van Hanna en de originele A.
- Cody Allen Christian als Mike Montgomery, de jongere broer van Aria.
- Ian Harding als Ezra Fitz, een vroegere leerkracht op Rosewood High en getrouwd met Aria.
- Keegan Allen als Toby Cavanaugh, het vriendje van Spencer.
- Tyler Blackburn als Caleb Rivers, de man van Hanna Marin
- Lindsey Shaw als Paige McCullers, de ex-vriendin van Emily.
- Parker Bagley (seizoen 1)/Drew van Acker (seizoen 2-) als Jason DiLaurentis, de oudere halfbroer van Ali, Melissa en Spencer.
- Julian Morris als Dr. Wren Kingston, een dokter in de serie die eerst wilde trouwen met Melissa (de zus van spencer) maar toen zag Melissa, Spencer zoenen met Wren en verbrak ze de relatie met hem.

## Seizoenen

### Seizoen 1

#### Verhaal
Rosewood lijkt de perfecte woonplaats: het is er mooi, netjes en sfeervol, een plek waar iedereen elkaar kent. Maar schijn bedriegt en het gras bij de buren blijkt lang niet altijd groener.
Aria Montgomery, Hanna Marin, Spencer Hastings, Emily Fields en Alison DiLaurentis houden samen een slaapfeestje in Spencers schuur. Wat een gezellige avond had moeten zijn, eindigt in een mysterieus drama. Midden in de nacht verlaat Ali de schuur en ze keert niet meer terug. Haar verdwijning veroorzaakt opschudding in Rosewood: wat is er met Alison gebeurd?
Vlak na Ali's verdwijning verhuist de familie Montgomery voor een jaar naar IJsland. Als Aria terugkeert naar haar geboortestad, lijkt de rust enigszins wedergekeerd. Er is echter een heleboel veranderd. Haar voormalige vriendengroep is volledig uit elkaar gevallen en Hanna is de nieuwe Queen Bee van Rosewood High. In het huis waar Ali vroeger met haar familie woonde, komen nieuwe mensen te wonen: de familie St. Germain. Zij stuiten op een schokkende vondst: het lichaam van Alison blijkt al die tijd bij hen in de tuin te hebben gelegen.
Eindelijk is het mysterie rondom Alisons verdwijning opgelost, tenminste, dat lijkt zo. Wie Alison heeft vermoord, is nog steeds onduidelijk. Als klap op de vuurpijl krijgen Aria, Emily, Hanna en Spencer ineens vreemde berichtjes van iemand die zichzelf 'A' noemt. A blijkt alle diepste en duisterste geheimen van de vier meiden te weten; dingen die alleen Alison wist.
Ondanks de dreigementen van A, proberen de vriendinnen een zo normaal mogelijk leven te leiden. Dat is echter niet zonder problemen. Aria probeert haar relatie met Ezra Fitzgerald, haar leraar Engels, angstvallig te verbergen, terwijl ze tegelijkertijd moet leren omgaan met de scheiding van haar ouders. Hanna wordt betrapt op diefstal en haar moeder Ashley probeert haar te beschermen, maar met vreselijke gevolgen. Daarnaast wordt Hanna continu geconfronteerd met haar verleden als sukkel van de groep. Emily heeft een lange, maar ongelukkige relatie met haar vriendje Ben. Ze durft niet toe te geven dat ze eigenlijk lesbisch is en worstelt met haar gevoelens voor haar buurmeisje Maya St. Germain. Spencer voelt continu de druk om perfect te zijn en staat in de schaduw van haar zus Melissa, wier verloofde Ian wel heel geheimzinnig doet.
Tussen de dagelijkse strubbelingen door komen Aria, Hanna, Spencer en Emily stap voor stap dichter bij de waarheid rondom Alisons vermissing en proberen ze koste wat het kost om A te ontmaskeren.

#### Rolverdeling
- Troian Bellisario als Spencer Hastings
- Ashley Benson als Hanna Marin
- Lucy Hale als Aria Montgomery
- Shay Mitchell als Emily Fields
- Ian Harding als Ezra Fitz
- Laura Leighton als Ashley Marin
- Chad Lowe als Byron Montgomery
- Holly Marie Combs als Ella Montgomery
- Sasha Pieterse als Alison DiLaurentis
- Bianca Lawson als Maya St. Germain
- Keegan Allen als Toby Cavanaugh
- Tammin Sursok als Jenna Marshall
- Ryan Merriman als Ian Thomas
- Janel Parrish als Mona Vanderwaal
- Torrey DeVitto als Melissa Hasting
- Nia Peeples als Pam Fields
- Chuck Hittinger als Sean Ackard
- Tyler Blackburn als Caleb Rivers
- Brant Daugherty als Noel Kahn
- Brendan Robinson als Lucas Gottesman
- Lesley Fera als Veronica Hastings
- Cody Allen Christian als Mike Montgomery
- Lindsey Shaw als Paige McCullers
- Bryce Johnson als Darren Wilden
- Diego Boneta als Alex Santiago
- Julian Morris als Wren Kingston
- Nolan North als Peter Hastings
- Eric Steinberg als Wayne Fields
- Yani Gellman als Garrett Reynolds
- Amanda Schull als Meredith Sorenson
- Steven Krueger als Ben Coogan
- Parker Bagley als Jason DiLaurentis
- Andrea Parker als Jessica DiLaurentis
- Roark Critchlow als Tom Marin
- Heather Mazur als Isabel Randall
- Natalie Floyd als Kate Randall
- Claire Holt als Samara Cook
- Paloma Guzmán als Jackie Molina

### Seizoen 2

#### Verhaal
De mysterieuze A is na seizoen 1 nog steeds niet verdwenen uit het leven van Emily, Aria, Spencer en Hanna. De Pretty Little Liars worden nog altijd bedreigd door deze mysterieuze persoon en meer mogelijke verdachten duiken op. Ondertussen hebben de meiden ook hun gewone levens nog om zich zorgen over te maken. Spencer mag Toby niet meer zien en thuis is het een chaos vanwege Ians mysterieuze verdwijning. Emily's ouders willen tegen hun dochters zin in verhuizen. Emily weet een manier om ervoor te zorgen dat ze niet weg hoeft uit Rosewood, maar daarvoor moet ze wel een grote leugen vertellen. Hanna en Caleb hebben een ingewikkelde relatie, terwijl Hanna zich tegelijkertijd zorgen maakt om het huwelijk van haar vader met Isabel. Ze krijgt tevens te maken met een nieuwe vijand: Isabels achterbakse dochter Kate. Ezra gaat lesgeven op een andere school, waardoor Aria en Ezra hun relatie op school niet meer hoeven te verbergen. Aria's ouders komen echter steeds dichter bij de waarheid en dat betekent niet veel goeds. Ondertussen lijkt Ezra het weer heel goed te kunnen vinden met zijn ex Jackie en groeit Aria steeds dichter naar Alisons broer Jason toe. Terwijl Emily, Hanna, Spencer en Aria hun dagelijkse strubbelingen doormaken, komen ze steeds dichter bij de waarheid rondom A.

#### Rolverdeling
- Troian Bellisario als Spencer Hastings
- Ashley Benson als Hanna Marin
- Lucy Hale als Aria Montgomery
- Shay Mitchell als Emily Fields
- Laura Leighton als Ashley Marin
- Ian Harding als Ezra Fitz
- Holly Marie Combs als Ella Montgomery
- Chad Lowe als Byron Montgomery
- Sasha Pieterse als Alison DiLaurentis
- Bianca Lawson als Maya St. Germain
- Tyler Blackburn als Caleb Rivers
- Janel Parrish als Mona Vanderwaal
- Keegan Allen als Toby Cavanaugh
- Yani Gellman als Garrett Reynolds
- Tammin Sursok als Jenna Marshall
- Drew van Acker als Jason DiLaurentis
- Torrey DeVitto als Melissa Hastings
- Brendan Robionson als Lucas Gottesman
- Nolan North als Peter Hastings
- Roark Critchlow als Tom Marin
- Brant Daugherty als Noel Kahn
- Cody Allen Christian als Mike Montgomery
- Nia Peeples als Pam Fields
- Julian Morris als Wren Kingston
- Annabeth Gish als Anne Sullivan
- Lesley Fera als Veronica Hastings
- Shane Coffey als Holden Strauss
- Paloma Guzmán als Jackie Molina
- Natalie Hall als Kate Randall
- Bryce Johnson als Darren Wilden
- Claire Holt als Samara Cook
- Ryan Merriman als Ian Thomas
- Eric Steinberg als Wayne Fields
- Heather Mazur als Isabel Randall
- Lindsey Shaw als Paige McCullers
- Andrea Parker als Jessica DiLaurentis
- Amanda Schull als Meredith Sorenson

### Seizoen 3

#### Verhaal
Mona is ontmaskerd als A en Emily, Hanna, Spencer en Aria denken eindelijk weer terug te kunnen keren naar hun normale leven. Niets blijkt echter minder waar. De meiden komen erachter dat Mona niet alleen werkte, maar dat er in feite een heel team van A's bestaat. Emily krijgt het meteen al zwaar door de dood van haar vriendin Maya. Heeft A haar vermoord of was het iemand anders? Daarnaast wordt Alisons lichaam opgegraven door het A-team, in het bijzijn van een dronken Emily. Langzaam maar zeker krijgt zij steeds meer flashbacks naar die avond. Spencer is vastbesloten om nu echt tot antwoorden te komen over A en Alisons dood. Hiervoor wil ze drastische maatregelen nemen. Ook Hanna probeert meer te weten te komen, en wel door Mona op te zoeken in Radley. Ondertussen lijdt de relatie tussen Hanna en Caleb steeds meer onder de dreigementen van A. Aria's relatie met Ezra drijft haar ouders steeds verder weg van haar. Daarnaast gaan haar ouders nu definitief uit elkaar, wat een grote impact heeft op de familie Montgomery. Naast al deze problemen moeten de vier Liars ook nog dealen met de schokkende ontmaskering van een nieuwe A en het plotseling verschijnen van de mysterieuze Red Coat.

#### Rolverdeling
- Troian Bellisario als Spencer Hastings
- Ashley Benson als Hanna Marin
- Lucy Hale als Aria Montgomery
- Shay Mitchell als Emily Fields
- Ian Harding als Ezra Fitz
- Tyler Blackburn als Caleb Rivers
- Janel Parrish als Mona Vanderwaal
- Laura Leighton als Ashley Marin
- Holly Marie Combs als Ella Montgomery
- Sasha Pieterse als Alison DiLaurentis
- Chad Lowe als Byron Montgomery
- Keegan Allen als Toby Cavanaugh
- Lindsey Shaw als Paige McCullers
- Tammin Sursok als Jenna Marshall
- Julian Morris als Wren Kingston
- Bryce Johnson als Darren Wilden
- Torrey DeVitto als Melissa Hastings
- Lesley Fera als Veronica Hastings
- Drew van Acker als Jason DiLaurentis
- Sterling Sulieman als Nathan St. Germain/Lyndon James
- Brendan Robinson als Lucas Gottesman
- Vanessa Ray als CeCe Drake/Charles DiLaurentis/Charlotte DiLaurentis
- Nia Peeples als Pam Fields
- Yani Gellman als Garrett Reynolds
- Gregg Sulkin als Wesley Fitzgerald
- Aeriel Miranda als Shana Fring
- Bianca Lawson als Maya St. Germain
- Amanda Schull als Meredith Sorenson
- Larisa Oleynik als Maggie Cutler
- Brant Daugherty als Noel Kahn
- Annabeth Gish als Anne Sullivan
- Brandon W. Jones als Andrew Campbell
- Steve Talley als Zack
- Andrew Elvis Miller als Miles Corwin
- Mary Page Keller als Dianne Fitzgerald
- Shane Coffey als Holden Strauss
- Nolan North als Peter Hastings
- Eric Steinberg als Wayne Fields
- Robbie Amell als Eric Kahn

### Seizoen 4

#### Verhaal
Aria, Emily, Spencer, Hanna en Mona komen allemaal bij van de heftige brand waar ze vorig seizoen bij betrokken waren. Er komt een tweedeling in de groep: terwijl Spencer, Hanna en Mona geloven dat ze Alison op de avond van de brand gezien hebben, denken Aria en Emily dat dat onmogelijk is. Spencer helpt Toby met het ontrafelen van het mysterie rondom zijn moeders dood, terwijl ze zich ook volop stort op het ontmaskeren van A. Deze obsessie zorgt voor een drugsverslaving, maar brengt haar tegelijkertijd gevaarlijk dicht bij het antwoord waar ze al zo lang naar op zoek is. Emily heeft vanwege A een blessure opgelopen waardoor ze misschien nooit meer kan zwemmen. De blessure dreigt Emily en Paige verder uit elkaar te drijven. Ondertussen heeft iemand de kinderbescherming gebeld om Emily's ouders in de gaten te houden en wordt het huis van de familie Fields verwoest door een plotseling binnenrijdende auto. Emily en haar moeder verblijven daarna tijdelijk in het oude huis van Alison, waar genoeg te ontdekken valt. Hanna weet honderd procent zeker dat ze Ali heeft gezien en dat ze nog leeft. Ondertussen probeert ze uit te vinden of ze Mona wel echt kan vertrouwen en krijgt ze de schok van haar leven als haar moeder wordt gearresteerd voor de moord op Darren Wilden. Hoewel Hanna eerst denkt dat haar moeder daadwerkelijk iets te maken heeft met Wildens dood, realiseert ze zich later dat ze er ingeluisd wordt door A. Aria en Ezra zijn uit elkaar en Aria vindt een nieuwe liefde in Jake. De vier Liars lijken plotseling op het spoor te komen van een nieuwe A, die misschien weleens de leider van het A-team zou kunnen zijn. Niets is echter wat het lijkt en dat geldt ook voor Alisons dood; is zij wel echt dood?

#### Rolverdeling
- Troian Bellisario als Spencer Hastings
- Ashley Benson als Hanna Marin
- Lucy Hale als Aria Montgomery
- Shay Mitchell als Emily Fields
- Ian Harding als Ezra Fitz
- Keegan Allen als Toby Cavanaugh
- Sasha Pieterse als Alison DiLaurentis
- Laura Leighton als Ashley Marin
- Janel Parrish als Mona Vanderwaal
- Tyler Blackburn als Caleb Rivers
- Lindsey Shaw als Paige McCullers
- Ryan Guzman als Jake
- Andrea Parker als Jessica DiLaurentis
- Sean Faris als Gabriel Holbrook
- Lesley Fera als Veronica Hastings
- Aeriel Miranda als Shana Fring
- Cody Allen Christian als Mike Montgomery
- Luke Kleintank als Travis Hobbs
- Nia Peeples als Pam Fields
- Nolan North Peter Hastings
- Larisa Oleynik als Maggie Cutler
- Roma Maffia als Linda Tanner
- Erick Steinberg als Wayne Fields
- Holly Marie Combs als Ella Montgomery
- Torrey DeVitto als Melissa Hastings
- Tammin Sursok als Jenna Marshall
- Vanessa Ray als CeCe Drake/Charles DiLaurentis/Charlotte DiLaurentis
- Chad Lowe als Byron Montgomery
- Meg Foster als Carla Grunwald
- Jed Rees als Hector Lime
- Joseph Zinsman als Robert Vargas
- Bryce Johnson als Darren Wilden
- Wyatt Nash als Nigel Wright
- Roark Critchlow als Tom Marin
- Nick Tate als Louis Palmer
- Teo Briones als Malcolm Cutler
- Edward Kerr als Ted Wilson
- Julian Morris als Wren Kingston
- Karla Droege als Marion Cavanaugh
- Steve Talley als Zack
- Wes Ramsey als Jesse Lindall
- Brandon W. Jones als Andrew Campbell
- Drew van Acker als Jason DiLaurentis
- Brant Daugherty als Noel Kahn
- Ryan Merriman als Ian Thomas

### Seizoen 5

#### Verhaal
Emily, Aria, Spencer en Hanna zijn herenigd met Alison, die al die tijd nog bleek te leven. Met de dood van Shana denken de meiden dat A voorgoed weg is, maar het duurt niet lang voordat A opnieuw dreigementen begint te sturen. In Rosewood verandert alles met Alisons terugkeer. Ali's moeder Jessica is plotseling verdwenen en op Rosewood High staat een groep mensen op die Alison maar wat graag weer zien verdwijnen. Zij zijn niet vergeten hoe Ali hen al die jaren terug behandeld heeft. Hetzelfde geldt voor de vier andere Liars: zij zijn niet van plan om opnieuw Ali's volgelingen te worden. Ali raakt van slag na de dood van haar moeder. De politie komt er achter dat het meisje in Ali's graf Bethany Young is, een patiënt van Radley. De liars komen erachter dat Bethany en Jessica elkaar kende en dat Jessica Bethany veel cadeautjes gaf. De relatie tussen Spencer en Toby wordt er niet beter op als Toby politieagent wordt. Daarnaast moet Spencer dealen met een schokkende onthulling van Melissa en verdenkt de politie haar van de moord op Bethany Young. Emily is blij met de thuiskomst van Ali en oude gevoelens laaien weer op, totdat Emily Alison ervan begint te verdenken dat ze A is. Emily begint een relatie met haar nieuwe collega Talia, maar komt erachter dat zij al getrouwd is. Hanna weet niet meer wie ze is nu Alison terug is; ze is bang om weer in haar oude rol van sukkel van de groep te belanden. Haar relatie met Caleb gaat stroef, omdat Caleb zijn problemen en gevoelens verzwijgt. Als Hanna, samen met Ali, gearresteerd wordt voor de moord op Mona, doet Caleb er alles aan om Hanna vrij te pleiten. Aria voelt zich schuldig omdat ze Shana heeft vermoord en kan dit niet van haar afschudden. Ondertussen besluiten Aria en Ezra hun relatie te verbreken en begint Aria Andrew te daten. Maar is hij wel te vertrouwen? Als ook Aria, Spencer en Emily gearresteerd worden als medeplichtigen op de moord van Mona, worden zij samen met Hanna ontvoerd door A en komen ze dichter bij de waarheid. De grote A wordt ontmaskerd, tot verbazing van de Liars.

#### Rolverdeling
- Troian Bellisario als Spencer Hastings
- Ashley Benson als Hanna Marin
- Lucy Hale als Aria Montgomery
- Shay Mitchell als Emily Fields
- Sasha Pieterse als Alison DiLaurentis
- Ian Harding als Ezra Fitz
- Keegan Allen als Toby Cavanaugh
- Tyler Blackburn als Caleb Rivers
- Lesley Fera als Veronica Hastings
- Roma Maffia als Linda Tanner
- Lindsey Shaw als Paige McCullers
- Brandon W. Jones als Andrew Campbell
- Drew van Acker als Jason DiLaurentis
- Cody Allen Christian als Mike Montgomery
- Chloe Bridges als Sydney Driscoll
- Miranda Rae Mayo als Talia Sandoval
- Melanie Casacuberta als Cindy
- Monica Casacuberta als Mindy
- Torrey DeVitto als Melissa Hastings
- Nolan North als Peter Hastings
- Sean Faris als Gabriel Holbrook
- Will Bradley als Jonny Raymond
- Jim Abele als Kenneth DiLaurentis
- Brendan Robinson als Lucas Gottesman
- Jake Weary als Cyrus Petrillo
- Holly Marie Combs als Ella Montgomery
- Tammin Sursok als Jenna Marshall
- Andrea Parker als Jessica DiLaurentis
- Lauren Tom als Rebecca Marcus
- Aeriel Miranda als Shana Fring
- Ambrit Millhouse als Big Rhonda
- Chad Lowe als Byron Montgomery
- Vanessa Ray als CeCe Drake/Charles DiLaurentis/Charlotte DiLaurentis
- Oliver Kieran-Jones als Colin
- Christopher Grove als Douglas Stirk
- Reggie Austin als Eddie Lamb
- Charles Carpenter als James Neilan
- Sydney Penny als Leona Vanderwaal
- Elizabeth McLaughlin als Lesli Stone
- Brant Daugherty als Noel Kahn
- Edward Kerr als Ted Wilson
- Luke Kleintank als Travis Hobbs
- Steve Talley als Zack
- John O'Brien als Arthur Hackett
- Meg Foster als Carla Grunwald
- Jim Titus als Officer Barry Maple
- Anne-Marie Johnson als Claire Handleman
- Matt Marquez als Eric Mendoza
- Paloma Guzmán als Jackie Molina
- Nia Peeples als Pam Fields
- Roark Critchlow als Tom Marin

### Seizoen 6

#### Verhaal
Aria, Emily, Spencer, Hanna, Mona en Sara Harvey weten op het nippertje te ontsnappen uit het levensgrote poppenhuis waar A hen gevangen hield. Hoewel ze nog steeds niet weten wie A is, hebben ze nu wel een naam: Charles DiLaurentis. Alison heeft nog nooit van die naam gehoord, maar Jason herinnert zich nog vaag een fantasievriend van vroeger die Charlie heette. Zo komen de Liars, Ali en Jason erachter dat Charles eigenlijk de oudere broer van Jason en Ali is. Volgens hun vader Ken heeft Charles - die het grootste gedeelte van zijn leven in Radley heeft gezeten - zelfmoord gepleegd op zijn zestiende. Maar is dit wel echt zo, of leeft Charles nog en is hij degene die de Liars stalkt en bedreigt?
Ondertussen stort Aria zich op haar fotografiehobby. Zij en Ezra zijn nog uit elkaar, maar is dat echt wat Aria wil? Emily en Sara groeien steeds meer naar elkaar toe, Spencer zoekt wederom haar toevlucht tot drugs en Hanna reageert haar frustraties af op Caleb.
De Liars dealen allemaal op hun eigen manier met de traumatische gebeurtenissen die ze hebben meegemaakt in het poppenhuis, terwijl ze proberen uit te vinden wie Charles nou eigenlijk is. Charles wordt uiteindelijk onthuld als "CeCe Drake." Het tweede deel van het seizoen speelt zich 5 jaar later af. De Liars keren na een lange tijd terug naar Rosewood op verzoek van Ali voor de vrijlating van Charlotte. Na haar moord krijgen ze opnieuw te maken met stalkers.

#### Rolverdeling
- Troian Bellisario als Spencer Hastings
- Ashley Benson als Hanna Olivia Marin-Rivers
- Lucy Hale als Aria Marie Montgomery-Fitz
- Shay Mitchell als Emily Catherine Fields
- Sasha Pieterse als Alison Lauren DiLaurentis
- Ian Harding als Ezra Fitz
- Tyler Blackburn als Caleb Rivers
- Janel Parrish als Mona Vanderwaal
- Laura Leighton als Ashley Marin
- Jim Abele als Kenneth DiLaurentis
- Dre Davis als Sara Harvey
- Keegan Allen als Toby Cavanaugh
- Drew van Acker als Jason DiLaurentis
- Nia Peeples als Pam Fields
- Travis Winfrey als Lorenzo Calderon
- Andrea Parker als Jessica DiLaurentis/Mary Drake
- Titus Makin Jr. als Clark Wilkins
- Brandon W. Jones als Andrew Campbell
- Lesley Fera als Veronica Hastings
- Roma Maffia als Linda Tanner
- Holly Marie Combs als Ella Montgomery
- Annabeth Gish als Anne Sullivan
- Jim Titus als Officer Barry Maple
- Chad Lowe als Byron Montgomery
- Lulu Brud Zsebe als Sabrina
- Elizabeth McLaughlin als Lesli Stone
- Nathaniel Buzolic als Dean Stavros
- Tammin Sursok als Jenna Marshall
- Vanessa Ray als CeCe Drake/Charles DiLaurentis/Charlotte DiLaurentis
- Isabella Rice als Alison DiLaurentis (jong)
- Jessica Belkin als Bethany Young (jong)
- Dylan Garza als Charles DiLaurentis/Charlotte DiLaurentis (jong)
- Karla Droege als Marion Cavanaugh
- Huw Collins als Dr. Eliott Rollins

### Seizoen 7
In seizoen 7 gaan de Liars weer verder op zoek naar A.D. Ze komen er achter dat Mona Charlotte heeft vermoord en dat Alex Drake, Spencers tweelingzus, A.D. is.

#### Rolverdeling
- Troian Bellisario als Spencer Hastings/Alex Drake
- Ashley Benson als Hanna Marin
- Lucy Hale als Aria Montgomery
- Shay Mitchell als Emily Fields
- Sasha Pieterse als Alison DiLaurentis
- Ian Harding als Ezra Fitz
- Tyler Blackburn als Caleb Rivers
- Janel Parrish als Mona Vanderwaal
- Jim Abele als Kenneth DiLaurentis
- Dre Davis als Sara Harvey
- Keegan Allen als Toby Cavanaugh
- Drew van Acker als Jason DiLaurentis
- Nia Peeples als Pam Fields
- Travis Winfrey als Lorenzo Calderon
- Andrea Parker als Jessica DiLaurentis/Mary Drake
- Titus Makin Jr. als Clark Wilkins
- Brandon W. Jones als Andrew Campbell
- Lesley Fera als Veronica Hastings
- Roma Maffia als Linda Tanner
- Holly Marie Combs als Ella Montgomery
- Annabeth Gish als Anne Sullivan
- Jim Titus als Officer Barry Maple
- Chad Lowe als Byron Montgomery
- Lulu Brud Zsebe als Sabrina
- Tammin Sursok als Jenna Marshall
- Huw Collins als Dr. Eliott Rollins
- Brant Daugherty als Noel Kahn
- Roberto Aguire als Liam Greene
- David Coussins als Jordan Hobart
- Taytum and Oakley Fisher als Lily en Grace Dilaurentis

## Afleveringen
| Seizoen | Aantal afleveringen | Première (aantal kijkers) | Slot (aantal kijkers) | Gemiddeld aantal kijkers (in miljoenen) |
| ------- | ------------------- | ------------------------- | --------------------- | --------------------------------------- |
| 1       | 22                  | 8 juni 2010 (2,47)        | 21 maart 2011 (3,64)  | 2,87                                    |
| 2       | 25                  | 14 juni 2011              | 19 maart 2012         | 2,68                                    |
| 3       | 24                  | 5 juni 2012               | 20 maart 2013         | 2,59                                    |
| 4       | 25                  | 11 juni 2013              | 25 maart 2014         | 2,53                                    |
| 5       | 25                  | 10 juni 2014              | 24 maart 2015         | 2,01                                    |
| 6       | 20                  | 2 juni 2015               | 15 maart 2016         | 1,72                                    |
| 7       | 20                  | 21 juni 2016              | 27 juni 2017          | 1,11                                    |

## Wie is A?
Gedurende de serie is het ontmaskeren van A het hoofddoel van de Liars. Dit lukt in seizoen 2, maar daarna blijkt dat er nog meer A's zijn. Het mysterie rond A wordt eindelijk opgelost in "Game Over, Charles" (seizoen 6, aflevering 10).

### Originele A
De originele A is Mona Vanderwaal. Zij onthult haar identiteit in de laatste aflevering van seizoen 2 aan Spencer Hastings. Mona stalkte Alison al voor haar verdwijning en begint de Liars te stalken, deels omdat zij Hanna van haar afpakten, maar voornamelijk omdat zij ziek was. Later in de serie staat Mona aan de kant van de Liars, maar haar karakter is en blijft wispelturig. In "Game Over, Charles" onthult Mona dat zij dacht dat ze Alison had aangevallen, maar het bleek Bethany - het meisje in Alison's graf - te zijn.

### Het A-Team
Begin seizoen 3 blijkt dat Mona niet alleen handelde, maar dat er een heel A-Team bestaat. Dit zijn onder meer:
- Toby Cavanaugh. Hij wordt in het derde seizoen in de aflevering Misery Loves Company ontdekt als A door Spencer. Hij heeft zich echter alleen bij het A-Team aangesloten om Spencer te beschermen.
- Spencer Hastings. Zij wordt in het derde seizoen in de aflevering A dAngArous gAme ontdekt als A door Hanna. Spencer is enkel lid geworden van het team in de hoop meer te weten te komen over A en haar identiteit.
- Diverse personen hebben A geholpen omdat zij gechanteerd zijn. Dit zijn onder meer Lucas Gottesman, Melissa Hastings en Darren Wilden.
- Sara Harvey. Zij was de originele Red Coat en ook Black Widow.
- Charles DiLaurentis/Charlotte DiLaurentis/CeCe Drake. Zij was de big "A" en vormde een team met Sara Harvey (die later in seizoen 7 werd vermoord door Noel Kahn).
- Sydney Driscoll. In seizoen 7 wordt onthuld dat Sydney voor A.D. werkt. Het is onbekend of ze dit vrijwillig dit of gechanteerd wordt om voor deze persoon te werken.
- Aria Montgomery. In seizoen 7 wordt Aria een helper van A.D. nadat ze gechanteerd wordt.

### Big A
I. Marlene King heeft bekendgemaakt dat de A van seizoen 3 tot 6B - ook wel Big A genoemd - schuilgaat achter de naam Charles DiLaurentis/Charlotte DiLaurentis. Ze scheen de dochter van Mary Drake te zijn en werd geadopteerd door Jessica en Kenneth DiLaurentis, de ouders van Alison en Jason. Hoewel geboren als een jongen, wist "Charlie" al van zeer jonge leeftijd dat ze eigenlijk een meisje wilde zijn, iets dat Kenneth niet accepteerde. Na een voorval waarin "Charlie" baby Alison probeerde te verdrinken, werd ze naar Radley gestuurd (later blijkt dat Charles baby Ali enkel wilde troosten en dat Ali in het bad was gevallen). "Charles" was volgens Kenneth DiLaurentis dood, maar later blijkt dat Jessica de dood van "Charles" in scène had gezet (Jessica deed dit zodat Charles als een vrouw verder kon leven). Ze ontsnapte uit Radley op dezelfde nacht dat Alison verdween. In "Game Over, Charles" wordt onthuld dat "CeCe Drake" eigenlijk Charles DiLaurentis/Charlotte DiLaurentis is. Charlotte verbleef in Radley rond dezelfde tijd als Mona en leerde zo het verhaal van de "liars" kennen. Charlotte besloot de rol van "A" over te nemen van Mona nadat ze te weten kwam dat de meisjes eigenlijk blij waren dat haar geliefde zus Ali dood was. In 6x10 onthult Charlotte dat zij de persoon was die Ali in het hoofd sloeg met een steen de nacht dat Alison verdween. Charlotte dacht echter dat dit Bethany Young was, een meisje dat ook behandeld werd in Radley en dat ogenschijnlijk wraak wilde nemen op Jessica DiLaurentis.

### Red Coat/Black Widow
Red Coat verschijnt voor het eerst in de laatste aflevering van seizoen 2 (later blijkt dat Cece/Charlotte degene was die Mona bezocht in Radley). Red Coat stalkt de meisjes gedurende seizoen 3 en verschijnt in seizoen 4 als de Black Widow. Alison heeft Red Coat nagespeeld (tijdens seizoen 3) om de Liars te beschermen. Na een lange afwezigheid keert Red Coat terug in seizoen 6. Later wordt onthuld dat Red Coat samenwerkt met Charles. Haar ware identiteit wordt onthuld in "Game Over, Charles" als Sara Harvey. Sara was ook degene die de meisjes uit de brandende hut heeft gered die door Shana en Jenna was aangestoken. Haar motief om Charlotte te helpen is nog onbekend.

### A-moji/Uber A/A.D.
In seizoen 6B (het tweede deel van seizoen 6) zijn er nieuwe stalkers waar The Liars mee te maken krijgen. De stalkers aan de ene kant willen te weten komen wie Charlotte heeft vermoord. In 6x20 wordt de identiteit van A-moji bekendgemaakt: Uber A blijkt de voormalig onbekende Mary Drake te zijn, met Eliot Rollins (Alison's huidige echtgenoot) als undercover. Zij gebruiken emoji's in de berichten die ze versturen en worden door PLL Fans ook wel aangeduid als 'A-moji'. De liars komen erachter dat Mary Drake de biologische moeder van Cece Drake/Charlotte DiLaurentis is, die denkt dat de liars weten wie de moordenaar is. Later (in seizoen 7) blijkt dat Spencer ook de dochter van Mary Drake is.
Aan de andere kant werkt er een stalker tegen Mary Drake in. Hij of zij is de persoon die Charlotte vermoedelijk heeft vermoord en probeert het stil te houden. Van deze stalker is de identiteit nog niet bekend, maar zijn officieel geen deel van het "A-team". Er wordt vermoed dat deze persoon Sara Harvey is. Later wordt Alex Drake als A.D. herkend. Alex is Spencers tweelingzus dus ook de dochter van Mary Drake. Alex groeide op in Engeland, omdat ze als tweede werd geboren, werd ze voor adoptie opgegeven. Later bleek dat de adoptiefamilie haar in de pleegzorg stopte. Ze wilde het leven dat Spencer had. Wren leerde Alex kennen en toen Alex werd voorgesteld aan Charlotte en leerde ze "het spel".

## Trivia
- Sasha Pieterse was slechts 14 jaar oud toen ze Alison speelde in de Pilotaflevering. Haar collega's zijn een stuk ouder dan zij is; het leeftijdsverschil tussen Sasha en Troian Bellisario, die Spencer speelt, is maar liefst 11 jaar.
- Lucy Hale had gedurende seizoen 1 een oogje op haar collega Drew van Acker en heeft daar zelfs een liedje over geschreven, dat Lie A Little Better heet.
- Shay Mitchell en Tammin Sursok deden beide auditie voor de rol van Spencer Hastings, maar kregen de rollen van respectievelijk Emily Fields en Jenna Marshall.
- Sasha Pieterse, Lucy Hale en Bianca Lawson deden allemaal auditie voor de rol van Hanna Marin, maar zij kregen uiteindelijk de rol van respectievelijk Alison DiLaurentis, Aria Montgomery en Maya St. Germain.
- Brant Daugherty, die de rol van Noel Kahn speelt, deed auditie voor de rol van Ezra Fitz. Hij had de rol bijna gekregen, maar de makers van de serie vonden dat hij te jong leek.
- Ashley Benson was degene die het nummer Secret van The Pierces voorstelde als theme song voor de serie.
- Meerdere acteurs en actrices van de Pretty Little Liars-cast hebben ook een rol gehad in de soapserie Days of Our Lives, onder wie Ashley Benson, Tyler Blackburn , Roark Critchlow en Oakley Fisher.
- Een aantal castleden van Pretty Little Liars kunnen ook goed zingen. Lucy Hale, Janel Parrish, Tyler Blackburn en Sasha Pieterse hebben allemaal een album uitgebracht.
- De personages Maggie Cutler en Wesley Fitz zijn vernoemd naar Lucy Hales zus en broer.
- Na de aflevering "Game Over, Charles" zal de serie een sprong in tijd maken. Het tweede deel van seizoen 6 speelt zich vijf jaar later af en zal de focus leggen op een nieuw mysterie met een nieuwe slechterik die nog gevaarlijker is dan A.
- Ashley Benson heeft een relatie gehad met Cara Delevigne. En Sasha Pieterse is samen met Hudson Sheaffer.
- De tweeling Taytum en Oakley Fisher zijn een bekende tweeling op instagram en youtube met op instagram 3,1 miljoen volgers.